# 星影のステラ〜チック・コリア・ソロ・ピアノ
『星影のステラ〜チック・コリア・ソロ・ピアノ 』（原題：Expressions）は、チック・コリアが1994年に発表したスタジオ・アルバム。日本で先行発売された。

## 背景
過去にコリアが発表してきたソロ・ピアノ作品はオリジナル曲による内容だったが、本作はスタンダード集となった。唯一の書き下ろしの新曲である「ブルース・フォー・アート」を含む全編がアート・テイタムに捧げられている。また、コリアのオリジナル曲「アーマンドズ・ルンバ」は過去に発表した曲の再演で、1976年のアルバム『マイ・スパニッシュ・ハート』に収録されたオリジナル・ヴァージョンでは、ジャン＝リュック・ポンティらを迎えた編成で録音された。
本作の録音では、ヤマハ製のコンサート・グランドピアノ「CF III」が使用された。

## 反響・評価
『ビルボード』のジャズ・アルバム・チャートでは最高10位を記録した。第37回グラミー賞では、収録曲「ラッシュ・ライフ」が最優秀ジャズ・インストゥルメンタル・ソロ賞にノミネートされた。
Dave Connollyはオールミュージックにおいて5点満点中2.5点を付け「どの曲も同じような状況で録音されたため、全体において突出した曲がない」「コリアのソロ・ピアノ作品は比較的少数で、当たり外れが多い」「軽薄なアルバムではないが、彼の評価は、より強力な作品によって培われてきた」と評している。一方、Zan Stewartは1994年7月10日付の『ロサンゼルス・タイムズ』紙で4点満点中3.5点を付け「コリアは明らかにモダニストではあるが、ジャズ・ピアノの歴史に関して造詣が深いことを示している」と評している。

## 収録曲
下記リストは日本盤およびヨーロッパ盤に準拠。アメリカ盤CDは「アンナ」を除く14曲入りで発売された。
1. ラッシュ・ライフ - "Lush Life" (Billy Strayhorn) - 6:32
2. ジス・ニアリー・ウォズ・マイン - "This Nearly Was Mine" (Oscar Hammerstein II, Richard Rodgers) - 3:36
3. イット・クッド・ハプン・トゥ・ユー - "It Could Happen To You" (Johnny Burke, James Van Heusen) - 3:40
4. マイ・シップ - "My Ship" (Ira Gershwin, Kurt Weill) - 3:22
5. 時さえ忘れて - "I Didn't Know What Time It Was" (Lorenz Hart, R. Rodgers) - 4:10
6. モンクス・ムード - "Monk's Mood" (Thelonious Monk) - 5:38
7. オブリヴィオン - "Oblivion" (Bud Powell) - 3:51
8. パノニカ - "Pannonica" (T. Monk) - 6:10
9. サムワン・トゥ・ウォッチ・オーヴァー・ミー - "Someone to Watch Over Me" (George Gershwin, I. Gershwin) - 6:03
10. アーマンドズ・ルンバ - "Armando's Rhumba" (Chick Corea) - 4:23
11. ブルース・フォー・アート - "Blues for Art" (C. Corea) - 4:53
12. 星影のステラ - "Stella by Starlight" (Ned Washington, Victor Young) - 4:37
13. アンナ - "Anna" (A. J. Corea) - 3:41
14. アイ・ウォント・トゥ・ビー・ハッピー - "I Want to Be Happy" (Irving Caesar, Vincent Youmans) - 4:52
15. スマイル - "Smile" (Charlie Chaplin, Geoff Parsons, John Turner) - 2:35